# Atílio Fontana
Attilio Francisco Xavier Fontana (Santa Maria, 7 de agosto de 1900 — São Paulo, 15 de março de 1989) foi um empresário e político brasileiro.
Foi o fundador e proprietário do Grupo Sadia.

## Vida
Nasceu em 7 de agosto de 1900, na colônia Arroio Grande, atual município de Santa Maria/RS. Filho de Romano Fontana e Teresa Dalle Rive Fontana, imigrantes da província de Vicenza, Região do Vêneto, Itália.
Atílio casou com Diva Fontana, com quem teve Walter, Lucy, Omar, Odila; a esposa faleceu em 1931. No ano de 1934, casou com Carlota Ringwalt e tiveram a filha Maria Therezinha. A segunda esposa faleceu em 1945. O terceiro casamento foi com Rute Carvalho Fontana, em 1962, com quem teve a filha Carla Maria.
Estudou até o terceiro ano do ensino primário, na terra natal. Trabalhou na fazenda com seu pai em produção familiar de alfafa. Mudou-se para Herval d’Oeste/SC e começou seus trabalhos na agropecuária local, atuando no comércio de suínos.

Memória Política de Santa Catarina (2022) 
Só experimentou a sensação de calçar sapatos no dia da sua primeira comunhão e tirou férias pela primeira vez aos 34 anos.

Pioneiros e Empreendedores: Attilio Fontana, FEA/USP (2019)
Pai de 9 filhos: Walter Fontana, Lucy Fontana Furlan, Omar Fontana, Odylla Fontana, Maria Terezinha Fontana,  Odila Sperandio, Vera Lucia Pereira Fontana e Carla Maria Carvalho Fontana.
Avô de Luiz Fernando Furlan, Ministro do Desenvolvimento, Indústria e Comércio Exterior durante o governo Lula, entre 2003 e 2007.

## Carreira
Experiente na área da agropecuária, Atílio se tornou sócio em empreendimento industrial no município de Concórdia/SC e, em 1944, criou efetivamente a S.A. Indústria e Comércio Concórdia, conhecida posteriormente o nome foi alterado, conservando do original as primeiras letras “S” e “A” e as últimas da palavra “Concórdia”: nasceu, assim, a Sadia - sólida organização financeira e econômica do País. O crescimento do grupo rendeu à Atilio o cargo de Diretor das seguintes empresas, além de todas as extensões do Grupo Sadia:
- Moinho da Lapa S.A.;
- Moinho Marcelinense;
- Frigobrás - Cia. Brasileira de Frigoríficos;
- Sadia Avícola;
- Frigorífico Pioneira;
- Sadia Oeste Indústria e Comércio;
- Sadia Comercial e Agrícola.

Foi acionista da Sadia Transportes Aéreos, antiga Transbrasil e representante Consular da Itália em Concórdia.

Memória Política de Santa Catarina (2022)
Foi vereador e prefeito municipal de Concórdia, de 1951 a 1954.
Foi deputado à Câmara dos Deputados por Santa Catarina na 40ª legislatura (1955 — 1959), eleito pela Aliança Social Trabalhista, coligação do Partido Social Democrático (PSD) com o Partido Trabalhista Brasileiro (PTB), e na 41ª legislatura (1959 — 1963), eleito (PSD).
Foi senador da República e secretário de estado da Agricultura do estado de Santa Catarina e finalmente vice-governador do mesmo estado.
Em 7 de junho de 1944, a partir da aquisição de um frigorífico em dificuldades, a S. A. Indústria e Comércio Concórdia é batizada por seu fundador, pouco tempo depois, como Sadia. O nome foi composto a partir das iniciais SA de "Sociedade Anônima" e das três últimas letras da palavra "Concórdia", DIA, e virou marca registrada em 1947.

## Observações
↑  A grafia original do nome do biografado, Attílio Francisco Xavier Fontana, deve ser atualizada conforme a onomástica estabelecida a partir do Formulário Ortográfico de 1943, por seguir as mesmas regras dos substantivos comuns (Academia Brasileira de Letras – Formulário Ortográfico de 1943). Tal norma foi reafirmada pelos subsequentes acordos
ortográficos da língua portuguesa (Acordo Ortográfico de 1945 e Acordo Ortográfico de 1990). A norma é optativa para nomes de pessoas em vida, a fim de evitar constrangimentos, mas após seu falecimento torna-se obrigatória para publicações, ainda que se possa utilizar a grafia arcaica no foro privado (Formulário Ortográfico de 1943, IX).

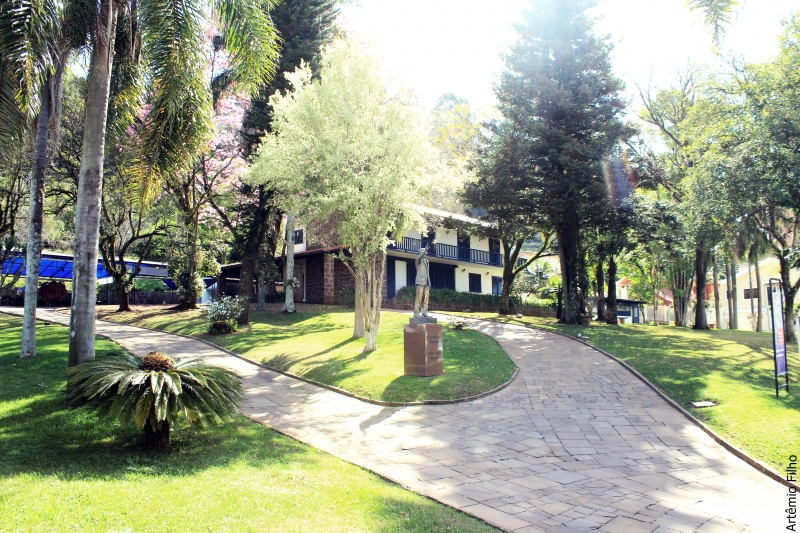
Memorial - Atílio Fontana, localizado na cidade de Concórdia (SC), aberto para visitação.